# The Holbæk Recordings 81
The Holbæk Recordings 81 er et livealbum af det danske poprockband tv·2. Albummet er en liveoptagelse fra en koncert på spillestedet Elværket i Holbæk fra den 2. oktober 1981, men det blev først udgivet i 2022.
Under koncerten lod lydmanden en kassettebåndoptager køre med, og optagelserne dukkede først op i 2021 i en gammel papkasse hos ldymandens lillebror. Bandet syntes, det kunne være sjovt at prøve at restaurere båndet, og ved hjælp af moderne teknologi, små rettelser og overdubs lykkedes det at redde en halv times hæsblæsende tidsbillede fra begyndelsen af TV-2’s karriere som band.

## Spor
1. Hjertestop 2.46
2. Ib René, Cairo 1.33
3. Hele Ugen Alene 1.34
4. Atmosfære 1.24
5. Uh, Jeg Ville Ønske Jeg Var Mig 1.46
6. Hva Ska Jeg Svare Mit TV? 2.44
7. Fantastiske Toyota 3.09
8. Bordeaux - Bilbao 2.00
9. Isbryderen Lenin 2.22
10. Natradio 3.39
11. Maskinen Er Skør 1.45
12. Arbejdshold 3.16
13. Aldrig Mere 3.02

## Info
Optaget på kassettebånd den 2.10.1981 i Elværket i Holbæk
- Tekst & musik: Steffen Brandt
- Hans Erik Lerchenfeld: Guitar
- Georg Olesen: Bas
- Sven Gaul: Trommer
- Steffen Brandt: Vokal og keyboards
- Niels Dan Andersen: Sax og keyboards

Live crew 1981:
- Anders G. Frandsen: Live lyd, kassette-optagelse
- Claus Hansen: Live lyd
- René Gjerløw: Lys

Restaurering 2016-2021:
- Steve Oliver, Audionamix.com: Vokal separation
- Asger Lundsgaard Hansen: Matlab lydkirurgi
- Emil Thomsen, ET Mastering: Guiding
- Christian G. Frandsen, CGF:LAB.dk: Ide, restaurering, mix, mastering og coverfoto
- Jo Dam Kærgaard: Cover